# Kumilla
Kumilla (beng. কুমিল্লা, ang. Comilla) – miasto w Bangladeszu w prowincji Ćottogram, nad rzeką Gumti (dopływ Meghny), przy granicy z Indiami. Według danych szacunkowych na 2013 rok liczy ok. 352 tys. mieszkańców.
W mieście rozwinął się przemysł młynarski, olejarski, bawełniany oraz drzewny. Znajduje się tu również lotnisko.